# Mantinc el català
Mantinc el català és un col·lectiu ciutadà i sense ànim de lucre distribuït en diversos punts dels Països Catalans. Exerceix el voluntariat lingüístic amb la missió de reforçar la normalització del català i la revitalització idiomàtica en l'àmbit social i per a convèncer qualsevol catalanoparlant per tal que no canviï de llengua ni en les situacions quotidianes del carrer, ni tampoc al comerç, a les administracions públiques o amb els nouvinguts. El seu lema organitzatiu és «Mantinc el català sempre, a tot arreu i amb tothom!».
El grup es va constituir el 2020 a Facebook després que es publiqués una entrevista a la sociolingüista catalana Carme Junyent i Figueras, especialitzada en llengües minoritzades i que havia publicat mesos abans l'obra El futur del català depèn de tu. Posteriorment, la presència del grup es va estendre a la majoria d'altres xarxes socials, especialment a Twitter.
Duu a terme, principalment, campanyes de conscienciació i de difusió via digital per convertir la lleialtat lingüística en un patró de conducta habitual en els parlants de català. També s'ha donat a conèixer per les seves accions de visibilitat amb cartelleria en esdeveniments esportius, culturals i populars i en manifestacions socials de diversa índole.

## Filosofia discursiva
El discurs públic de Mantinc el català, amb un decàleg propi, rau en la preocupació proactiva i respectuosa pel descens de l'ús social del català al carrer i la seva vitalitat. Apel·la, a través de postulats de justícia lingüística, a conscienciar sobre els efectes de la diglòssia i dels seus casos més flagrants de bilingüisme passiu, com ara quan un catalanoparlant es passa al castellà (o al francès a la Catalunya del Nord, o a l'italià a l'Alguer) perquè assumeix que un immigrant o persona amb trets físics forans no entendrà el català a la primera de canvi, però sí aquestes altres llengües.
El seu raonament per encoratjar l'assertivitat lingüística de mantenir el català —amb tothom dins del domini lingüístic i des de l'inici de qualsevol conversa oral o escrita— és el de trencar la interposició lingüística del castellà, el francès i l'italià com a llengües franques. I sobretot també perquè al·lega que les enquestes d'usos lingüístics arreu dels Països Catalans afirmen que entre el 60% (a la Catalunya del Nord) i fins a un 90% o 97% de la població (a l'Alguer, Andorra, Catalunya, la Franja de Ponent, el País Valencià i les Illes Balears) l'entén amb normalitat, per la qual cosa no és necessari subordinar el català com a llengua d'ús amb vitalitat.

## Accions destacades
Entre les diverses accions de Mantinc el català, destaquen sobretot les campanyes digitals i els vídeos recurrents amb persones de diversos àmbits socials per tal d'encoratjar a complir el seu lema. L'any 2022, per la Diada de Sant Jordi, va llançar una iniciativa perquè la ciutadania catalanoparlant es refermés durant vint-i-un dies emprant sempre el català com a llengua inicial en la seva rutina diària, tant personal com professional, i així consolidés els seus hàbits idiomàtics i vencés qualsevol por o dubte a no ser entesa o prejutjada. Aquest repte s'inspirà en altres propostes similars fetes abans amb llengües com el gallec i l'èuscar i rebé adhesions com la de l'Obra Cultural Balear.

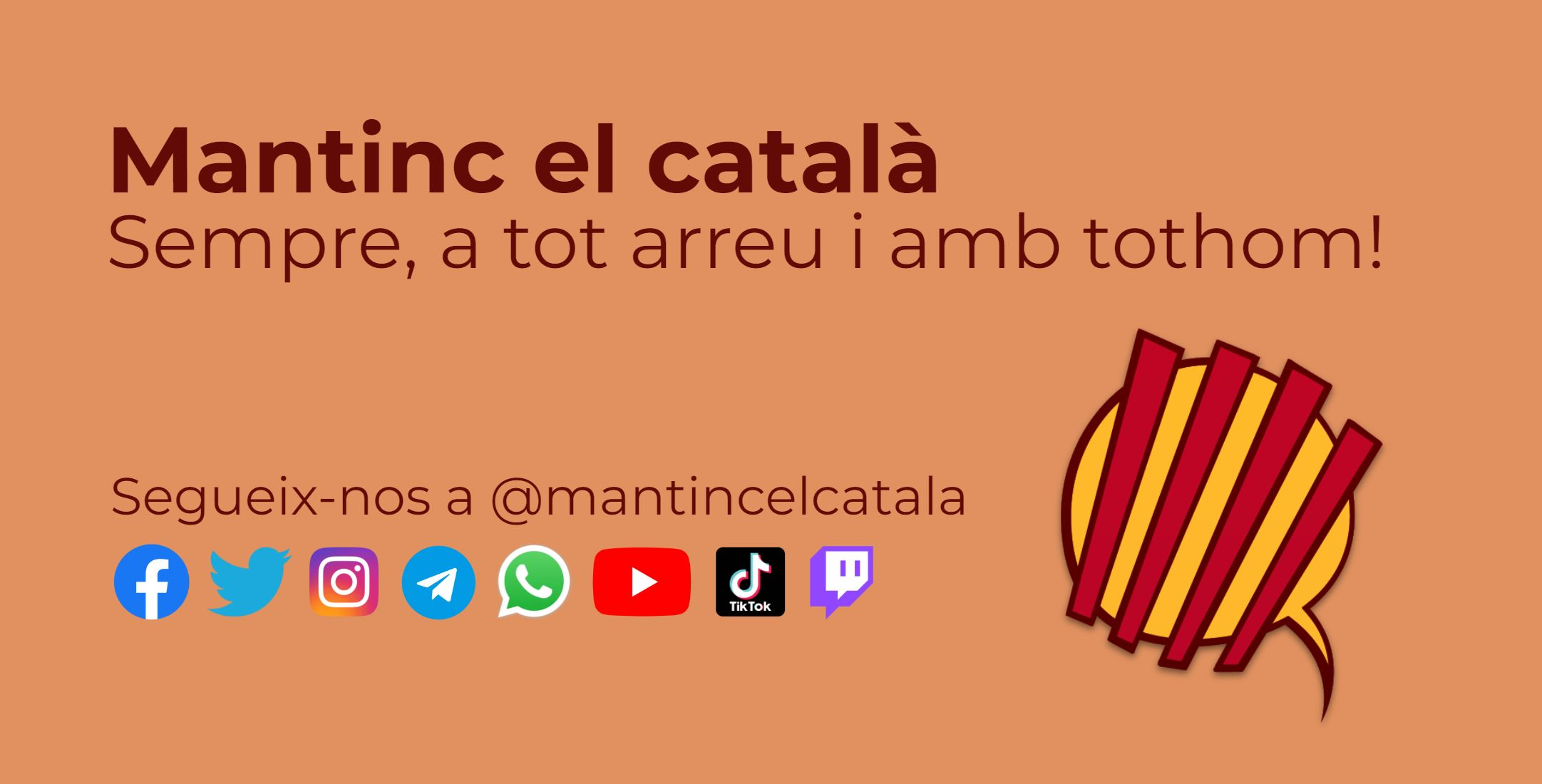
Cartell i lema habitual de les campanyes de Mantinc el català.

Per altra banda, formà part del moviment informal d'internautes que l'estiu del 2022 demanà cancel·lar massivament les subscripcions a Netflix —la plataforma de transmissió de vídeo més consumida al territori catalanoparlant. Ho van justificar atesa la discriminació del català en el seu catàleg lingüístic, que era de menys d'un 0,5% dels milers de títols disponibles i per la manca d'interfície d'usuari en aquesta llengua. Cinc dies després, Netflix va actualitzar fins a 12 títols més en català a la plataforma, un dels primers bolcatges significatius que es van posar a disposició dels 190 països actius en els quals operava la companyia i en sintonia amb l'acord al qual l'empresa havia accedit amb el Govern de Catalunya.
Mantinc el català també participa amb pancartes i domassos en manifestacions per la vehicularitat de l'escola en català, en actes culturals i esportius i en tallers sobre llengua. També fou present al CreaFest 2022, sobre creadors de contingut i influenciadors a les xarxes en aquest idioma. Durant la temporada futbolística 2022-2023, endegà una campanya de micromecenatge per mostrar una pancarta gegant amb el seu lema al partit Barça-Madrid, amb l'opció de fer-la extensible en d'altres matxs d'equips catalans d'aquella i posteriors temporades.
L'activitat d'aquest col·lectiu ha estat criticada per diversos mitjans conservadors en castellà. El 2023, Crónica Global va qualificar el grup de «radicals del monolingüisme» i de traslladar «la seva caça de bruixes a les escoles» quan Mantinc el català va promoure una petició perquè els pares de la mainada catalanoparlant demanessin formalment a les escoles de conèixer quins eren els hàbits lingüístics dels seus fills als diferents entorns de la jornada escolar i en etapes educatives primerenques. La Razón, per la seva banda, la va acusar d'«assetjar el castellà» i d'«entitat separatista, en la línia d'altres similars i subvencionades pel govern català». Una altra polèmica sorgí quan el grup advocà a Twitter per tal que l'Hospital de Sant Joan de Déu de Barcelona prioritzés l'ús del català en les comunicacions a les xarxes socials, essent coneixedor que el centre hospitalari tenia dos perfils d'usuari, cadascun per piular en una llengua. Crónica Global publicà un altre reportatge sobre aquell afer, que titulà amb el terme «fanàtics del català».